# زايد عبد الله
زايد عبد الله (12 مايو 1984) لاعب كرة قدم بحريني معتزل كان يجيد اللعب في مركز حارس المرمى.

## الإنجازات
- الدرجة الأولى (1): 2016
- كأس ملك البحرين (1): 2015